# Pehritzsch
Pehritzsch ist ein Ortsteil der Gemeinde Jesewitz im Landkreis Nordsachsen in Sachsen.

## Lage
Pehritzsch liegt drei Kilometer südöstlich des Hauptortes Jesewitz. Durch den Ort verläuft der Lindegraben, ein acht Kilometer langer linker Nebenfluss der Mulde. Pehritzsch ist acht Kilometer von der großen Kreisstadt Eilenburg sowie neun Kilometer von der Stadt Taucha entfernt. Die Buslinie zwischen beiden Städten bedient eine Haltestelle in Pehritzsch. Es führen keine klassifizierten Straßen durch das Dorf. Anschluss an das Fernstraßennetz besteht mit der B 87 in Jesewitz. Zwei Kilometer südlich von Pehritzsch beginnt der Tresenwald, der teilweise zum Landschaftsschutzgebiet Lübschützer Teiche – Tresenwald gehört. Innerhalb des Ortes befindet sich ein Dorfteich mit angrenzendem Spielplatz.

## Geschichte

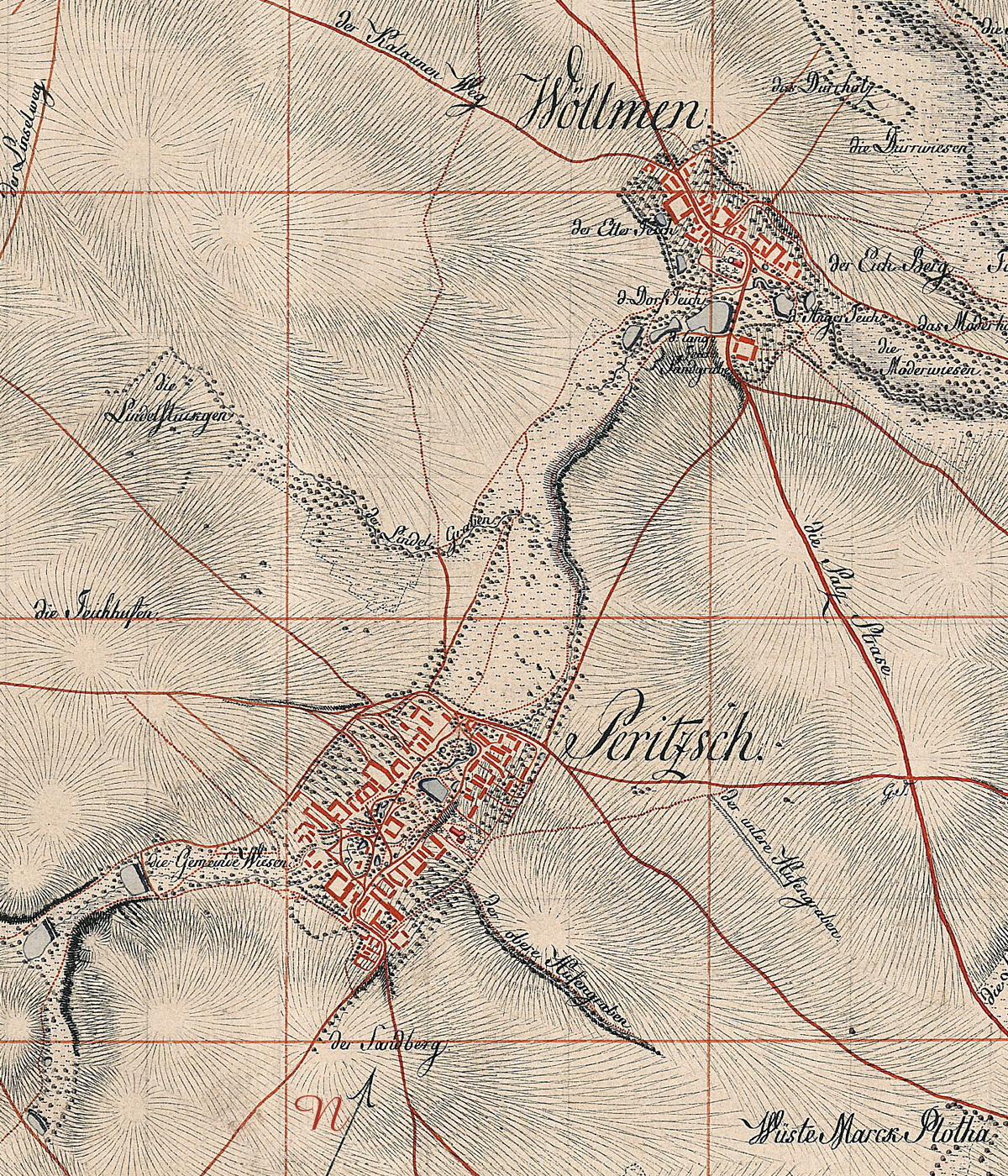
Pehritzsch und Wöllmen auf einer Karte von 1801

Der Ort wurde 1160 unter dem Namen Pertzsch erstmals urkundlich erwähnt. Der Dorfkern wurde ringförmig angelegt und ist in seiner historischen Bebauung noch erhalten. Auf der höchsten Erhebung des Dorfes wurde, wie im Mittelalter üblich, die Kirche gebaut. Es ist eine Chorturmkirche, deren Turm nicht wie üblich im Westen, sondern im Osten steht. 1683 erhielt die Kirche eine Orgel, von der Teile des Gehäuses heute noch erhalten sind. Ihr Erbauer wurde bislang nicht ermittelt. Sie wurde mehrfach umgebaut und erweitert, 1768 von Johann Ernst Hähnel (1697–1777) und 1860 von Conrad Geißler (1825–1897). Auf dem Friedhof sind Grabmale aus dem Barock vorhanden.
Pehritzsch gehörte bis 1815 zum kursächsischen bzw. königlich-sächsischen Amt Eilenburg. Durch die Beschlüsse des Wiener Kongresses kam der Ort zu Preußen und wurde 1816 dem Kreis Delitzsch im Regierungsbezirk Merseburg der Provinz Sachsen zugeteilt, zu dem er bis 1952 gehörte. Am 20. Juli 1950 wurde Wöllmen ein Ortsteil von Pehritzsch. Im Zuge der zweiten Kreisreform in der DDR im Jahr 1952 wurde Pehritzsch mit Wöllmen dem Kreis Eilenburg im Bezirk Leipzig angeschlossen, welcher 1994 im Landkreis Delitzsch aufging. Am 1. März 1994 Schloss sich Pehritzsch mit den ehemaligen Gemeinden Gotha, Jesewitz und Liemehna auf freiwilliger Basis zur Großgemeinde Jesewitz zusammen.
Im Jahr 1884 wurde die Freiwillige Feuerwehr Pehritzsch gegründet. Die Sportgemeinschaft Pehritzsch entstand 1949. Im Jahr 1976 wurde die Kirche saniert. Anfang 2010 wurde der Bau des neuen Feuerwehrhauses beendet. Nach 1990 wurde im Osten des Ortes das neue Wohngebiet „In der Heimmark“ mit 28 Eigenheimbauplätzen erschlossen. Eine Weiterbebauung mit 30 Grundstücken ist vorgesehen.
Ortsnamenformen
Als Hauptquelle dient das Historische Ortsverzeichnis von Sachsen.
- 1378: Agnes v. Pertzsch
- 1394: Percz
- 1421/22: Perczsch
- 1445: Perczsch
- 1449: Perschcz
- 1471: Pertzsch
- 1533/34: Beritsch
- 1551: Pertzsch
- 1791: Peritzsch
- 1821: Pehritzsch[9]

## Kulturdenkmale (Auswahl)
- Dorfkirche Pehritzsch mit ihren Anfängen im 13. Jahrhundert und historischen Gräbern auf dem umgebenden Friedhof[10]
- Denkmal für die Gefallenen des Ersten Weltkriegs. Seine Inschrift lautet:1914 – 1918, / Helden gefallen im Ringen, / nie wird ihr Name verklingen. Rückseite: Ihren tapferen unvergeßlichen Helden aus Treue und Dankbarkeit gewidmet von der Gemeinde Pehritzsch.[11]
- Um 1905 erbautes Herrenhaus und Wirtschaftsgebäude des im 16. Jahrhundert gegründeten Stiftsgutes.[12]
- Ehemaliges Pfarrhaus aus dem 18. Jahrhundert mit Vorhaus im Schweizer Stil mit Inschrift im Giebelfeld „Gott grüße Dich“.[13]

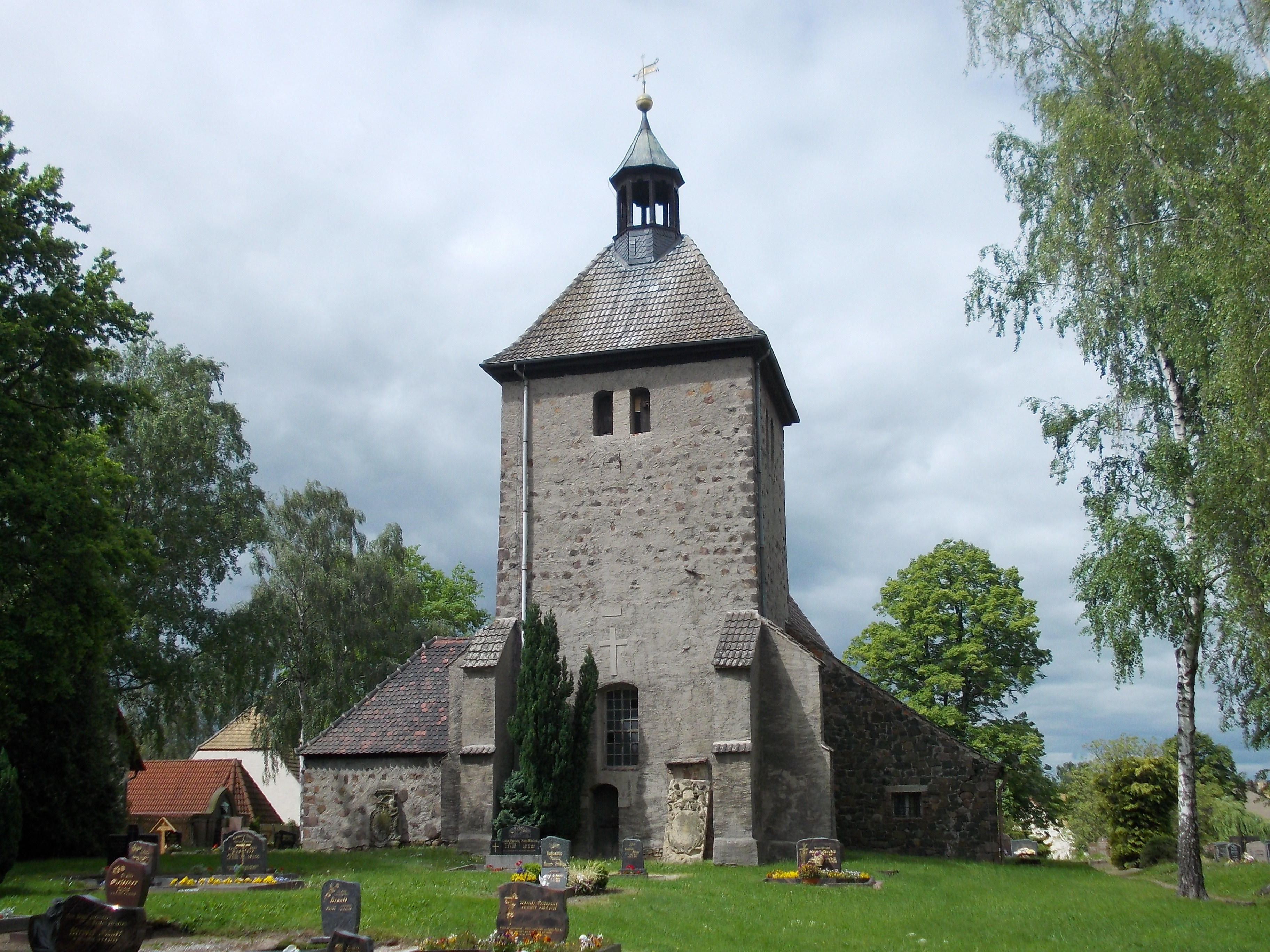
Kirche Pehritzsch (2013)
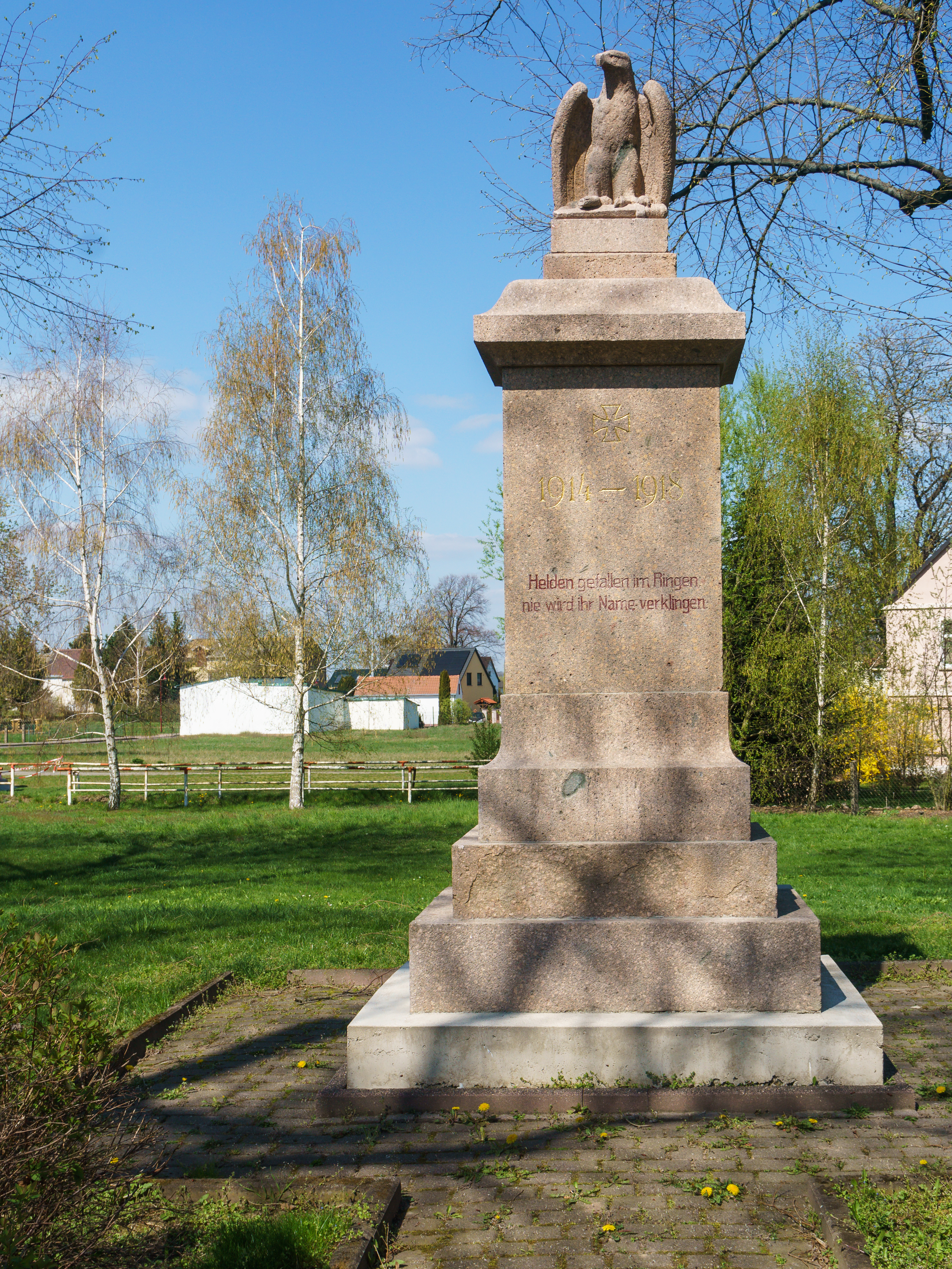
Gefallenendenkmal (2019)
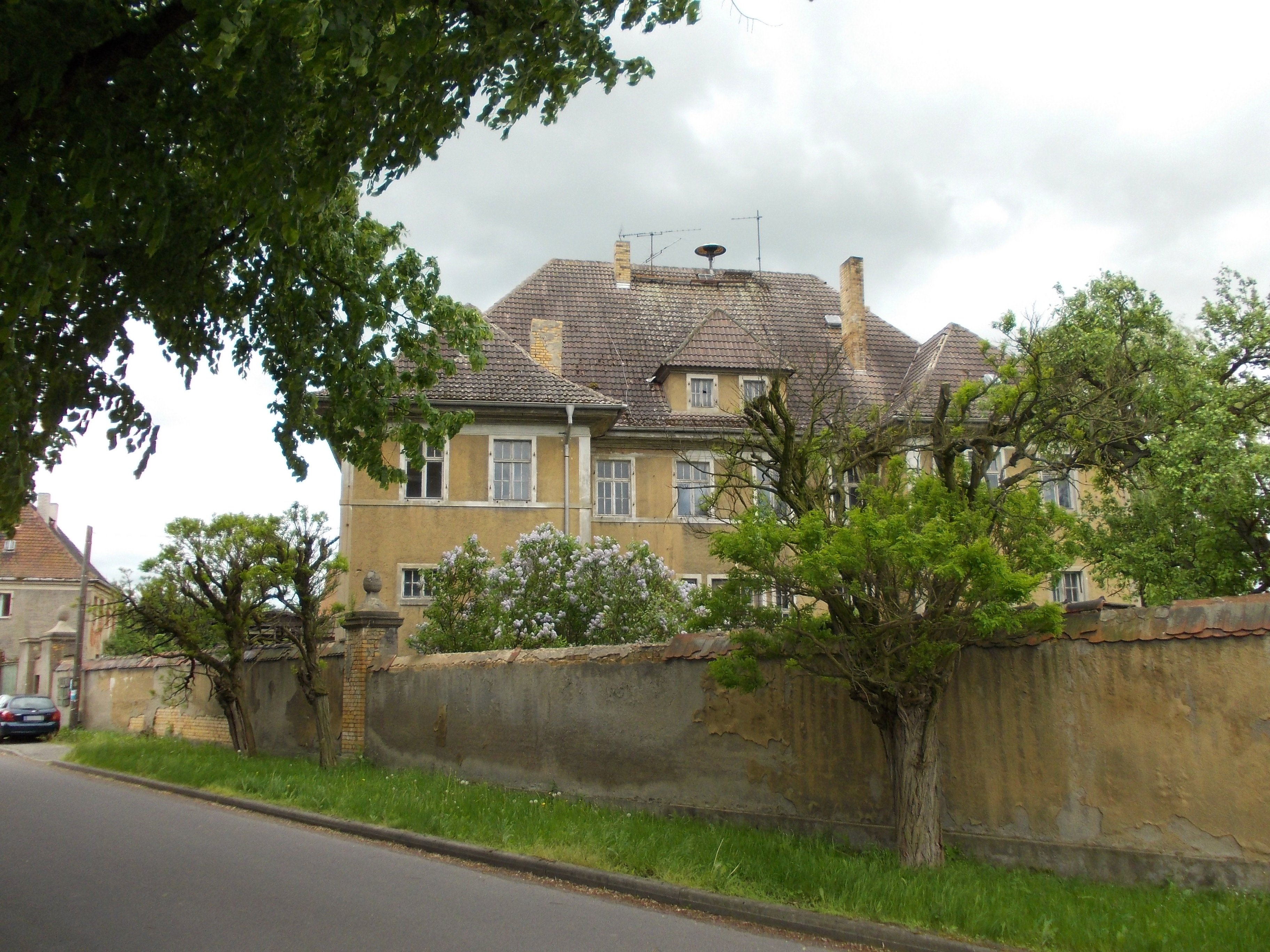
Herrenhaus (2013)
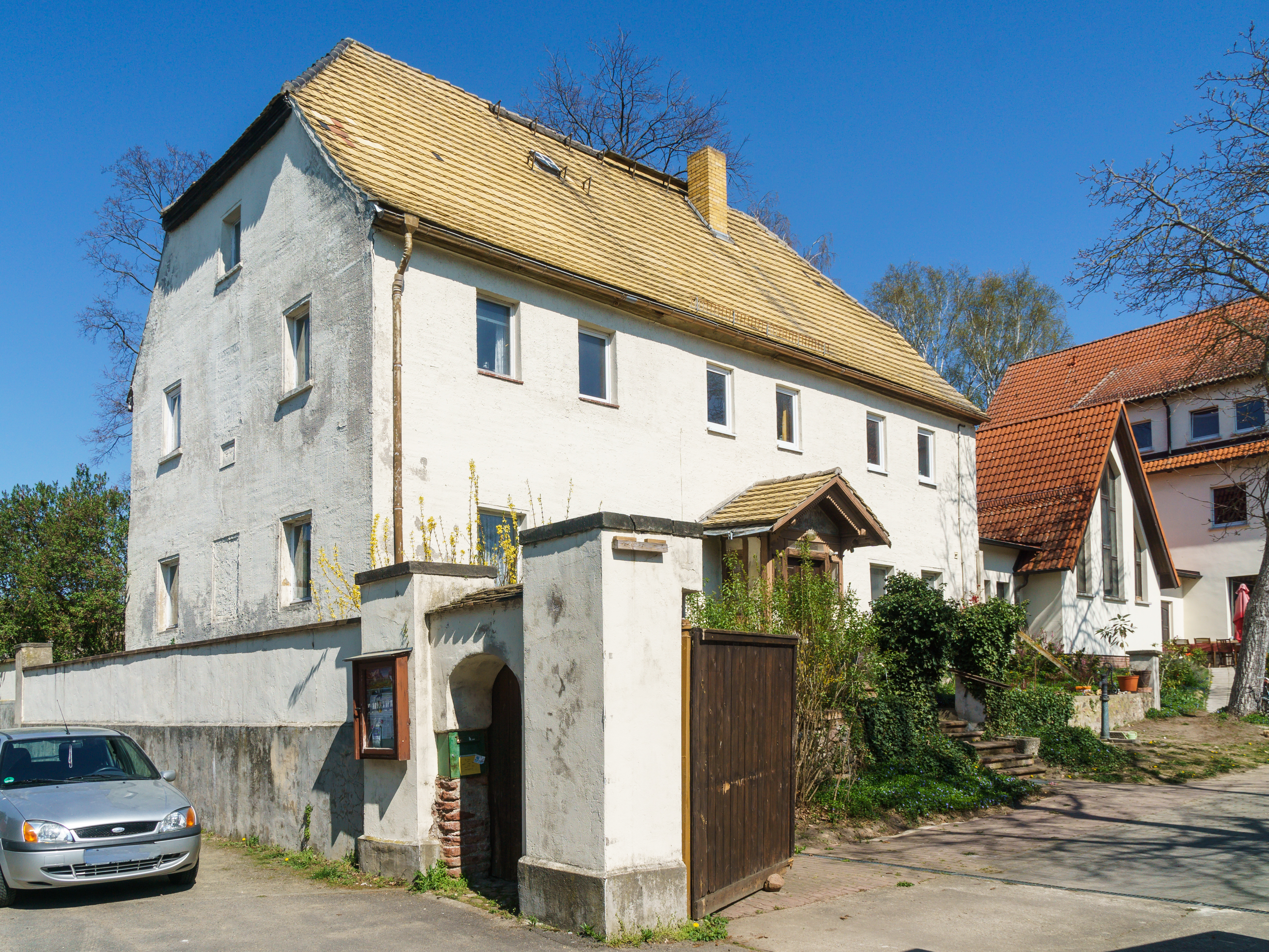
Ehemaliges Pfarrhaus (2019)

## Persönlichkeiten
- Johann Ernst Bergmann (1755–1824), langjähriger lutherischer Pastor der Gemeinde Ebenezer im Bundesstaat Georgia in den jungen Vereinigten Staaten von Amerika, wurde in Pehritzsch geboren.[14]

## Sonstiges
Ereignisse im Jahreslauf sind das Osterfeuer und das Dorffest sowie bei entsprechender Witterung auch das Eisteichfest. Im Rentnerclub von Pehritzsch treffen sich die Rentner von Pehritzsch und Wöllmen monatlich für einen Kaffeenachmittag.

Pehritzscher Impressionen
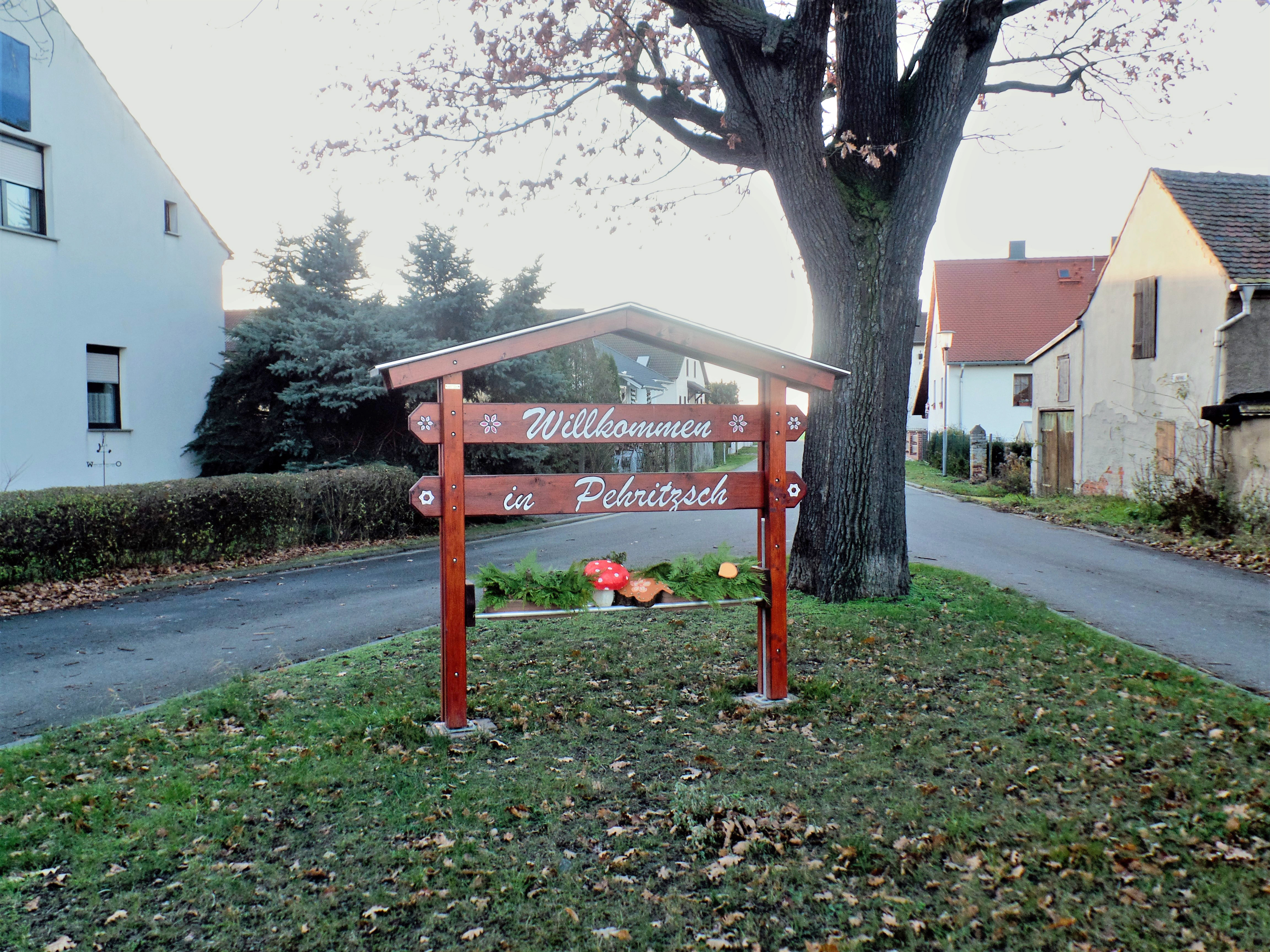
Begrüßung am Ortseingang (2016)
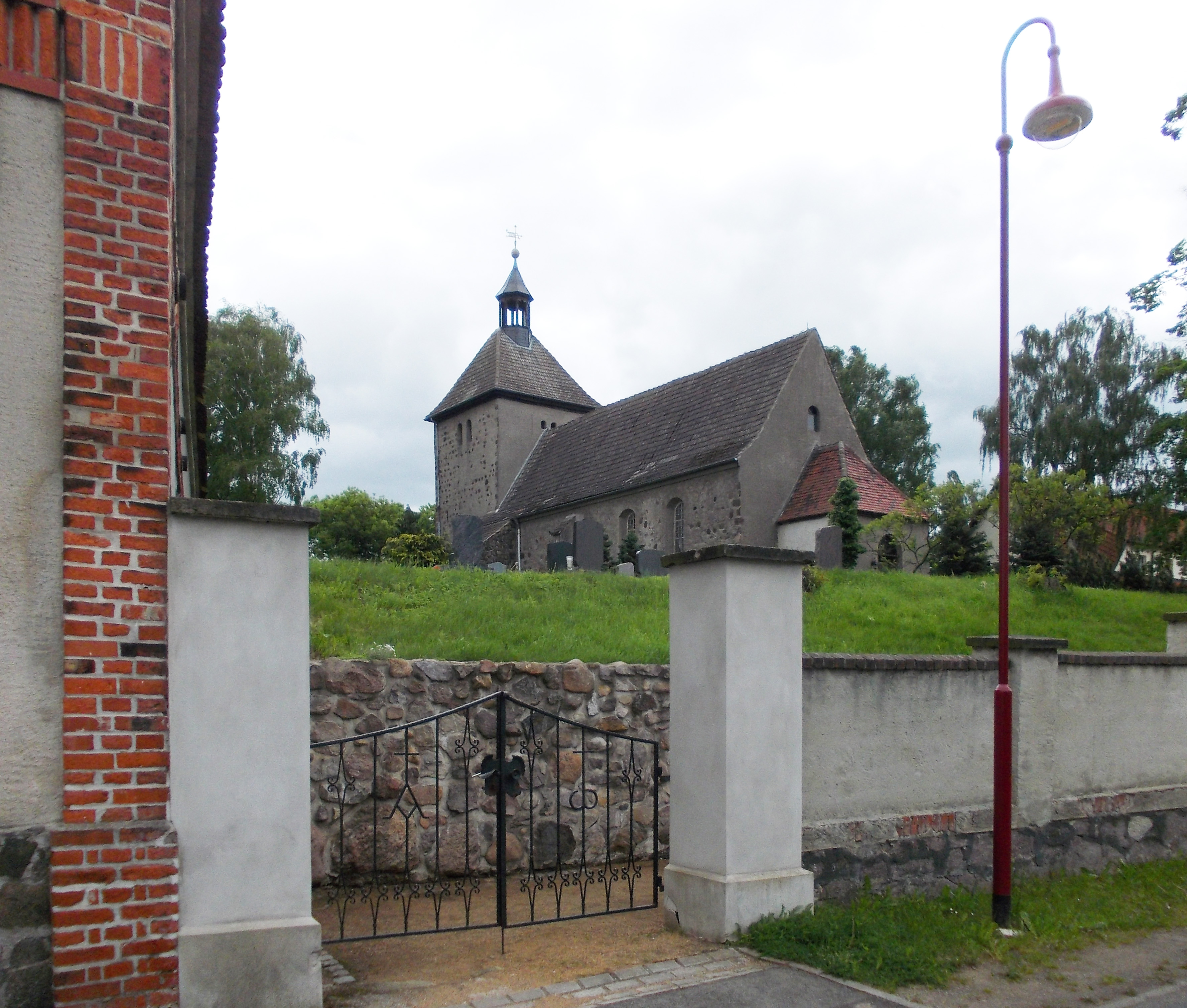
Eingang zum Friedhof bzw. zur Kirche (2013)
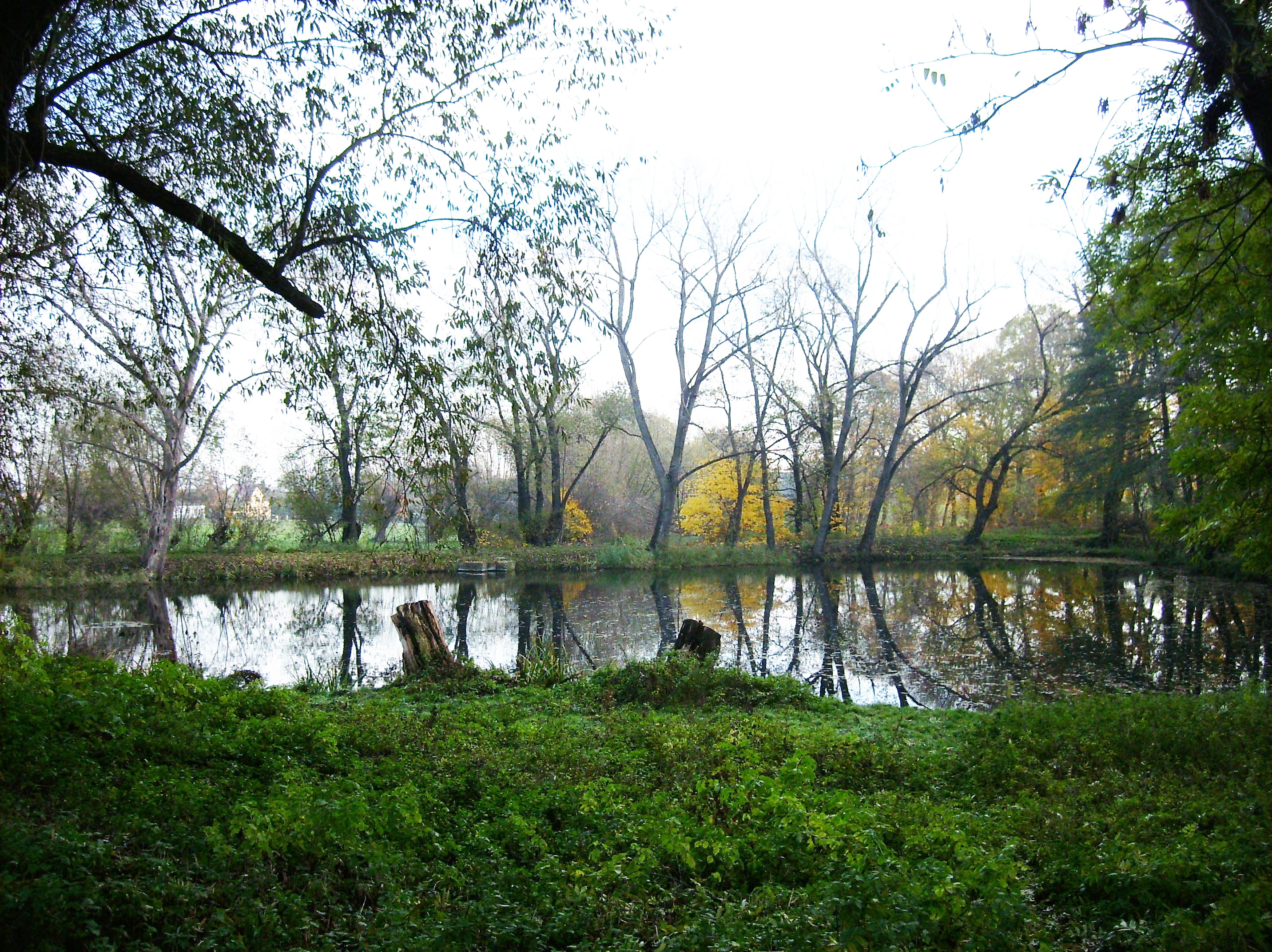
Sandbergteich (2008)
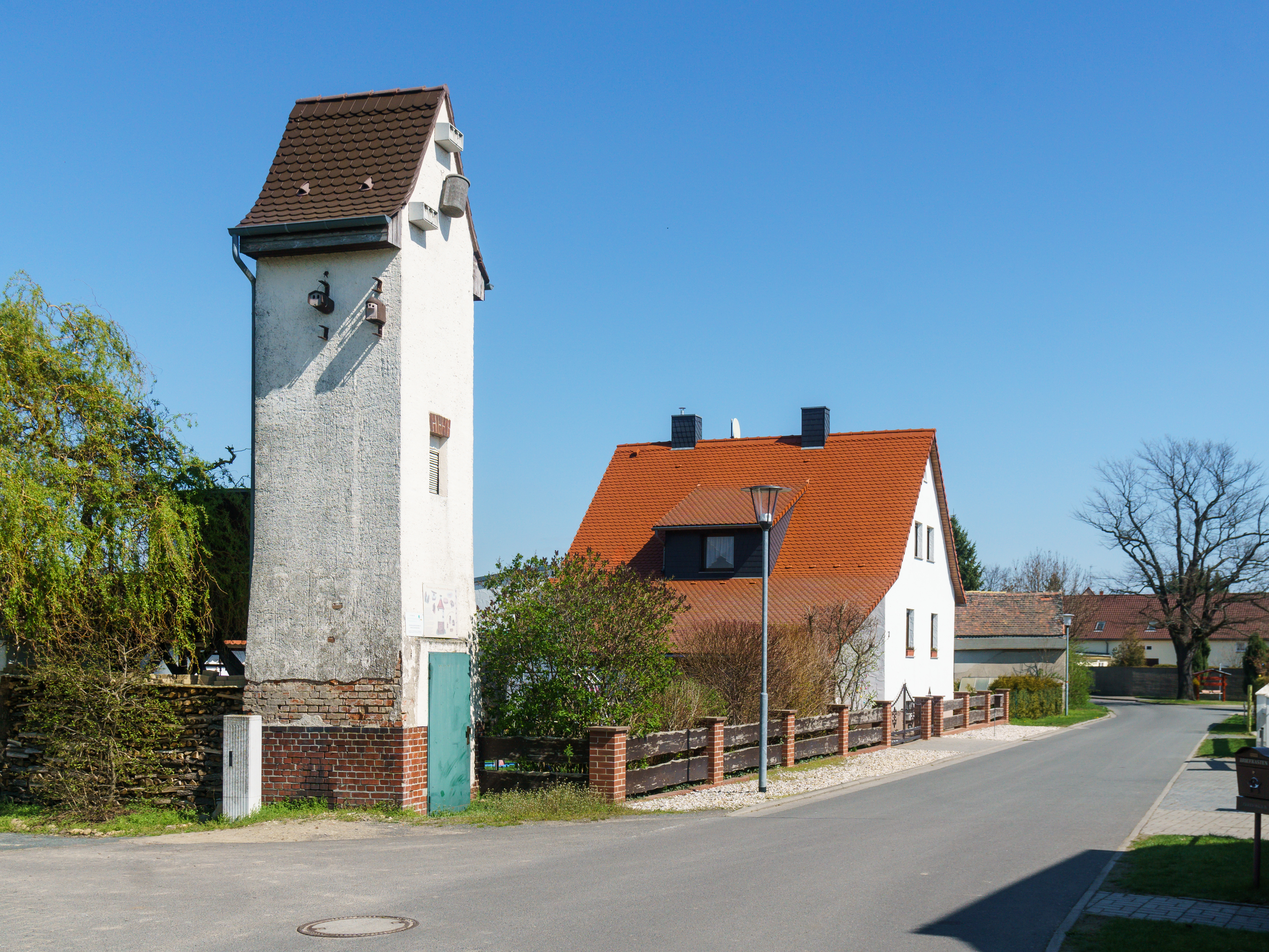
Trafostation von 1925 (2019)